# Waterford (Connecticut)
Pour les villes homonymes, voir Waterford.
Waterford est une ville du comté de New London dans l’État du Connecticut, aux États-Unis. Selon le recensement de 2010, elle compte 19 517 habitants.

## Géographie
Selon le Bureau du recensement des États-Unis, la municipalité a une superficie totale de 44,54 milles carrés (115,36 km2), dont 32,77 milles carrés (84,87 km2) de terres et de 11,77 milles carrés (30,48 km2) d’eau. Le centre-ville est considéré comme une census-designated place (CDP), et a une superficie de 1,89 mille carré (4,9 km2), uniquement des terres.

### Principaux quartiers
- Graniteville
- Jordan
- Millstone
- Morningside Park
- Quaker Hill

## Histoire
Waterford devient une municipalité en 1801, en se séparant de New London. Le nom de la ville vient de la ville homonyme irlandaise.

## Démographie
Selon le recensement de 2010, la municipalité de Waterford compte 19 517 habitants, dont 2 887 dans le centre-ville (Waterford CDP).
| Groupe                           | Waterford | Connecticut | États-Unis |
| -------------------------------- | --------- | ----------- | ---------- |
| Blancs                           | 87,1      | 77,6        | 72,4       |
| Afro-Américains                  | 4,3       | 10,1        | 12,6       |
| Métis                            | 2,9       | 2,6         | 2,9        |
| Asiatiques                       | 2,9       | 3,8         | 4,8        |
| Autres                           | 1,2       | 5,6         | 6,4        |
| Amérindiens                      | 0,8       | 0,3         | 0,9        |
| Total                            | 100       | 100         | 100        |
|                                  |           |             |            |
| Hispaniques et Latino-Américains | 6,5       | 13,4        | 17,4       |

Selon l'American Community Survey, pour la période 2011-2015, 7,6 % de la population vit sous le seuil de pauvreté (15,5 % au niveau national). Ce taux masque des inégalités importantes, puisque 10,7 % des personnes de moins de 18 ans vivent en dessous du seuil de pauvreté, alors que 5,1 % des 18-64 ans et 12,0 % des plus de 65 ans vivent en dessous de ce taux.
| 1820  | 1850  | 1860  | 1870  | 1880  | 1890  |
| ----- | ----- | ----- | ----- | ----- | ----- |
| 2 239 | 2 259 | 2 555 | 2 482 | 2 701 | 2 661 |

| 1900  | 1910  | 1920  | 1930  | 1940  | 1950  |
| ----- | ----- | ----- | ----- | ----- | ----- |
| 2 904 | 3 097 | 3 935 | 4 742 | 6 594 | 9 100 |

| 1960   | 1970   | 1980   | 1990   | 2000   | 2010   |
| ------ | ------ | ------ | ------ | ------ | ------ |
| 15 391 | 17 227 | 17 843 | 17 930 | 19 152 | 19 517 |

## Personnalités liées à la ville
- Henry Pember Smith, peintre paysagiste, né dans la ville en 1854.
- Martin Branner, dessinateur de comics (particulièrement Bicot).
- Audrey Meadows, actrice.
- Jesse Metcalfe, acteur.
- Kay Johnson, actrice, est décédée à Waterford en 1975.